# Sarah Carter

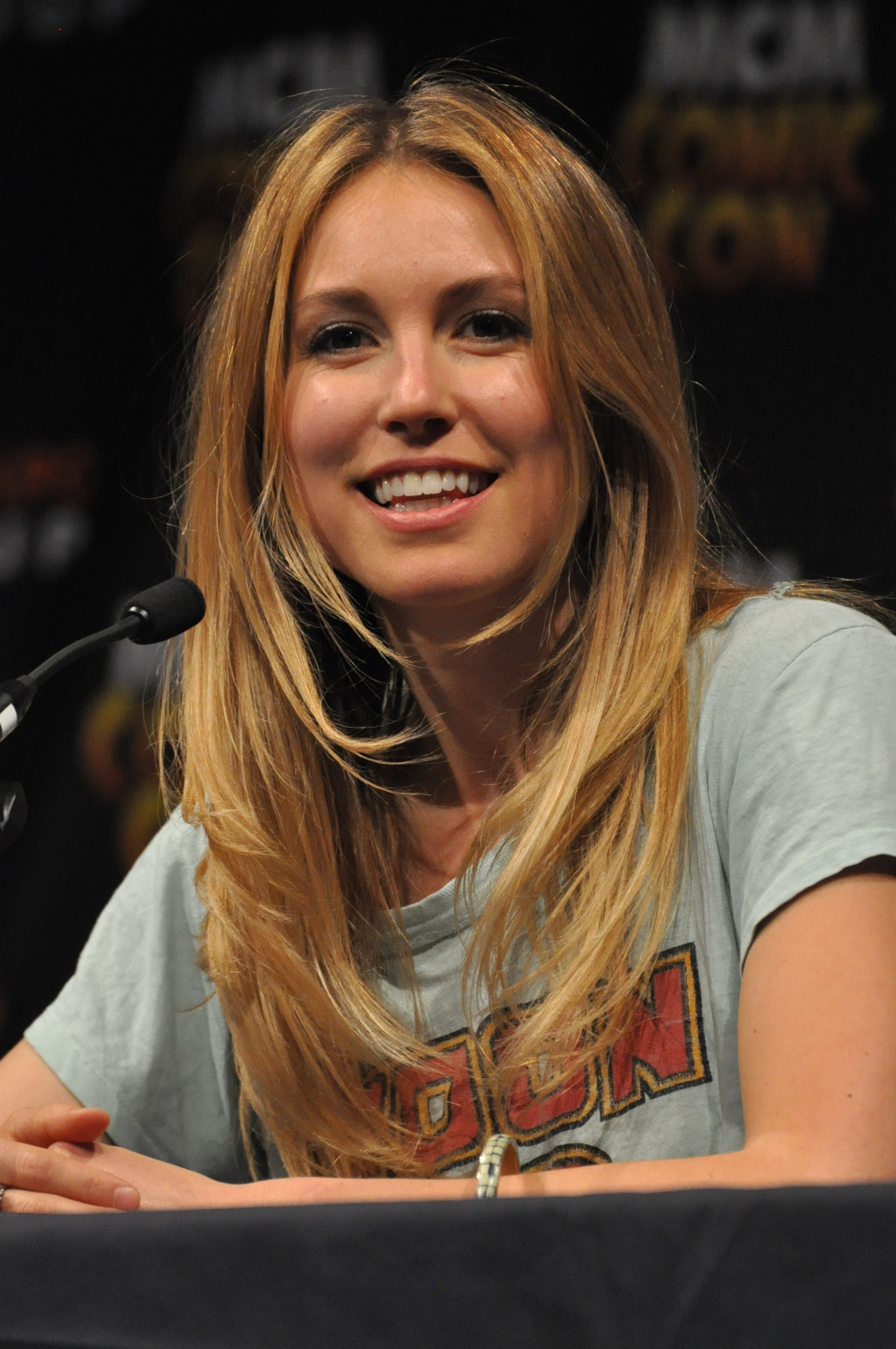
Sarah Carter (2013)

Sarah Sanguin Carter (* 30. Oktober 1980 in Toronto, Ontario) ist eine kanadische Schauspielerin. Sie spielte unter anderem in Filmen wie D.O.A. – Dead or Alive und Final Destination 2 mit.

## Leben und Karriere
Carter wuchs in Winnipeg, Manitoba auf. Schon zu Schulzeiten tanzte sie und nahm an einigen Schultheateraufführungen teil, zum Beispiel in der Rolle der Dorothy in Der Zauberer von Oz. Unter anderem war sie auch Mitglied des Debattierclubs, wodurch sie viel reisen konnte. Nach ihrem Abschluss ging Carter für ein Jahr nach Europa und kehrte anschließend nach Toronto zurück, wo sie an der Ryerson Theater School ausgebildet wurde.
2001 hatte Carter einen ersten Gastauftritt im Fernsehen in der Serie Wolf Lake und etwas später in Dark Angel und American Campus – Reif für die Uni?. Anfang 2005 hatte sie einen Gastauftritt in der Folge Dicke Luft der US-amerikanischen Justizserie Boston Legal.
Mit einer Rolle in dem Psycho-Thriller Mindstorm etablierte sich Carter 2001 endgültig im Filmgeschäft. Darin spielte sie die entführte Tochter eines Senators. Weiter trat sie 2003 in Final Destination 2 auf, der Fortsetzung des Films Final Destination aus dem Jahre 2000.
Von Juni 2011 bis August 2015 war Carter als Maggie in Steven Spielbergs Science-Fiction-Serie Falling Skies zu sehen.

## Filmografie (Auswahl)
- 2000: Cold Squad (Fernsehserie, Episode 4x09)
- 2000–2001: Los Luchadores (Fernsehserie, 16 Episoden)
- 2001: Mindstorm
- 2001: Trapped
- 2001: Wolf Lake (Fernsehserie, Episode 1x02)
- 2001: Dark Angel (Fernsehserie, Episode 2x05)
- 2002: Mein Partner mit der kalten Schnauze 3 (K-9: P.I.)
- 2003: American Campus – Reif für die Uni? (Undeclared, Fernsehserie, Episode 1x14)
- 2003: A Date with Darkness: The Trial and Capture of Andrew Luster (Fernsehfilm)
- 2003: Twilight Zone (Fernsehserie, Episode 1x43)
- 2003: Black Sash (Fernsehserie, 8 Episoden)
- 2003: Final Destination 2
- 2004: Haven
- 2004–2005: Smallville (Fernsehserie, 3 Episoden)
- 2005: Boston Legal (Fernsehserie, Episode 1x13)
- 2005: Berkeley
- 2005–2006: Numbers – Die Logik des Verbrechens (NUMB3RS, Fernsehserie, 3 Episoden)
- 2006: D.O.A. – Dead or Alive (DOA: Dead or Alive)
- 2006: Die Party Animals sind zurück! (National Lampoon’s Pledge This!)
- 2006: Skinwalkers
- 2006–2008: Shark (Fernsehserie, 38 Episoden)
- 2008: Confessions of a Go-Go Girl (Fernsehfilm)
- 2008: Misconceptions
- 2008: Dirty Sexy Money (Fernsehserie, 2 Episoden)
- 2008: Freakdog
- 2009: CSI: NY (Fernsehserie, 3 Episoden)
- 2010: White Collar (Fernsehserie, Episode 1x11)
- 2011: Salem Falls (Fernsehfilm)
- 2011–2015: Falling Skies (Fernsehserie, 50 Episoden)
- 2012: Für immer Liebe (The Vow)
- 2013: The Toyman Killer (Fernsehfilm)
- 2014: Guardian
- 2014: Buried Secrets (Fernsehfilm)
- 2014: One Starry Christmas (Fernsehfilm)
- 2015–2016: Rogue (Fernsehserie, 20 Episoden)
- 2015–2017: Hawaii Five-0 (Fernsehserie, 4 Episoden)
- 2018: Law & Order: Special Victims Unit (Fernsehserie, Episode 20x05)
- 2019: The Flash (Fernsehserie, 6 Episoden)
- 2019: Business Ethics
- 2020: Pearl
- 2023: Nosferatu